# USS Cummings (DD-44)
USS Cummings (DD-44) – amerykański niszczyciel typu Cassin, służący w United States Navy podczas I wojny światowej. Później przekazany do Straży Przybrzeżnej Stanów Zjednoczonych, gdzie nosił oznaczenie „CG-3”.
Niszczyciel został zwodowany 6 sierpnia 1913 w stoczni Bath Iron Works w Bath w stanie Maine. Matką chrzestną była pani H. Beates, Jr., krewna komandora podporucznika Cummingsa. Okręt wszedł do służby 19 września 1913 z komandorem podporucznikiem A. Crenshawem jako dowódcą.
„Cummings” opuścił Boston w listopadzie 1913 i pływał w rejsy wzdłuż atlantyckiego wybrzeża USA i na Karaiby do czerwca następnego roku, kiedy to został przebazowany do Newport. Brał tam udział w patrolach neutralności i pływał wzdłuż wybrzeża do momentu przystąpienia USA do I wojny światowej.
Niszczyciel dotarł do stoczni New York Navy Yard 12 maja 1917 w celu wyposażenia w sprzęt potrzebny do służby zamorskiej, następnie 15 maja dołączył do bazy niszczycieli w Queenstown w Irlandii. Służył jako eskortowiec statków płynących przez Kanał, będąc w gestii dowódcy amerykańskich sił morskich na obszarze wód europejskich. Podejmował także patrole ZOP w pobliżu południowych wybrzeży Irlandii, 14 razy atakując okręty podwodne. Po wojnie służył jako eskorta w pobliżu wybrzeża francuskiego, będąc jednym z okrętów eskortujących „George Washington”, na którym prezydent Wilson przybył do Brestu w drodze na konferencje wersalską.
„Cummings” opuścił wody europejskie 16 grudnia 1918 i od 6 lutego do 9 kwietnia 1919 uczestniczył w manewrach niszczycieli i ćwiczeniach artyleryjskich w pobliżu bazy w zatoce Guantanamo. W lipcu i sierpniu operował z portu w Newport, a następnie był w rezerwie w Filadelfii pomiędzy sierpniem 1919 a marcem 1921. Wrócił do służby w pobliżu wschodniego wybrzeża USA, zanim został wycofany ze służby w Filadelfii 23 czerwca 1922.
Przekazany amerykańskiemu Departamentowi Skarbu w celu oddania 6 czerwca 1924 do służby w Straży Przybrzeżnej. Brał udział patrolach rumowych. Bazował w New London (Connecticut) zanim został przebazowany do Stapleton w 1931.
„Cummings” został zwrócony Marynarce 23 maja 1932 i został sprzedany na złom 22 sierpnia 1934 zgodnie z ustaleniami traktatu londyńskiego.